# مجلس قانونگذاری ایالتی پنانگ
مجلس قانونگذاری ایالتی پنانگ قوهٔ مقننه ایالت پنانگ در مالزی است. این یک نهاد تک‌مجلسی است، در مجموع از ۴۰ نماینده منتخب به نمایندگی از حوزه‌های انتخابیه تک عضوی در سراسر پنانگ تشکیل شده است. قوهٔ مقننه ایالتی، که اعضاء آن نمایندگان ایالتی نامیده می‌شوند، جلسات خود را در ساختمان مجلس ایالتی پنانگ در مرکز پنانگ، شهر جرج تاون تشکیل می‌دهد. شورای اجرایی ایالت پنانگ، قوهٔ مجریه دولت پنانگ، بر گرفته از میان نمایندگان ایالتی می‌باشد.
از بین ۴۰ کرسی مجلس، بعد از انتخابات ایالت پنانگ در سال ۲۰۱۸، ۳۳ کرسی در اختیار ائتلاف حاکم پاکاتان هاراپان (پی اچ) می‌باشد. از میان ۳۳ کرسی در اختیار ائتلاف حاکم، ۱۹ کرسی به حزب حرکت دموکرات (دی اِی پی)، ۱۲ کرسی به حزب عدالت مردم (پی کی آر) و ۲ کرسی به حزب اعتماد ملی (آمانا) تعلق دارد. بدین ترتیب ائتلاف پاکاتان هاراپان، جناح اکثریت در قوهٔ مقننه را در اختیار دارد.
ضمن اینکه، جناح اپوزیسیون توسط پریکاتان ناسیونال (پی ان) شکل گرفته است که از احزاب باریسان ناسیونال (بی ان)، بومی تباران متحد مالزی (برساتو) و حزب اسلامی پان مالزی (پی اِی اس) هستند، که در حال حاضر فقط کنترل هفت کرسی را (در کنار ذوالکفل ابراهیم) در اختیار دارند و آنها از دولت کنونی فدرال حمایت می‌کنند.